# Let It Be
Let It Be é o décimo segundo e último álbum de estúdio da banda britânica de rock The Beatles. Gravado entre janeiro de 1969, e depois de março a abril de 1970, o álbum foi somente lançado em 8 de maio de 1970, após Abbey Road (o último disco gravado), e juntamente com o filme documentário de mesmo nome. Inicialmente estava previsto para se chamar Get Back.
"Get Back" foi lançada primeiramente em um single inédito, apoiada por "Don't Let Me Down", recebendo uma aparição posterior no álbum. A canção "Let It Be" foi lançada como o single promocional do disco no Reino Unido. A faixa "The Long and Winding Road", apoiada por "For You Blue", foi lançada como single nos Estados Unidos.

## Gravação e produção

### ProjetoGet Back
Em 1969, Paul McCartney teve a ideia de gravar o álbum Get Back, planejado para ser uma "volta às raízes". Em comum acordo, os Beatles resolveram gravar um álbum ao vivo, assim como feito em seu primeiro álbum, Please Please Me.
As gravações do disco iniciaram-se nos estúdios de filmagem Twickenham. Após uma breve interrupção após George Harrison ter deixado a banda temporariamente, concluíram-se com o retorno de Harrison junto a Billy Preston, com as gravações nos estúdios da Apple Records, com a direção de produção por Glyn Johns e George Martin em segundo plano. Os Beatles escolheram sete canções durante Janeiro de 1969 e tais gravações culminaram com uma apresentação ao vivo no telhado da Apple Corps, em 30 de janeiro. Foi a última apresentação pública dos Beatles. Três das canções tocadas ao vivo permaneceram no álbum final: "Dig a Pony", "I've Got a Feeling", e "One After 909", e vários diálogos gravados também no telhado aparecem entre as faixas de Let It Be.
No total, centenas de canções foram tocadas e gravadas, durante as sessões de estúdio das gravações para o projeto Get Back/Let It Be. Além das originais lançadas no Let It Be, incluíam as canções do trabalho seguinte, Abbey Road, e várias canções que acabaram sendo lançadas nos projetos solo após a separação da banda: "Jealous Guy" (Lennon); "All Things Must Pass" (Harrison); "Teddy Boy" (McCartney), além de diversas outras canções interpretadas por eles.

### Retrabalho de Phil Spector
A última sessão de gravação foi em 4 de janeiro de 1970, quando George, Paul e Ringo Starr (John Lennon já havia deixado a banda) encontraram-se para terminar "I Me Mine", de Harrison, que entraria no álbum. Dois meses depois, as fitas de Get Back foram entregues para o produtor norte-americano Phil Spector "retrabalhar". O produtor de longa data dos Beatles, George Martin, já estava cansado das brigas e discussões da banda e também achou que seria antiprofissional trabalhar naquele material de má qualidade. Como Spector já havia produzido o recém-lançado single de John, "Instant Karma", John decidiu pedir (sem autorização de Paul) para ele "dar uma olhada e ver o que podia ser feito".
Além de produzir toda a mixagem do álbum final, Spector realizou modificações em algumas faixas. O produtor adicionou à listagem um corte de uma jam session, intitulada "Dig It", e outras conversas entre as gravações. Spector também aumentou a duração de "I Me Mine", desacelerou e acrescentou um quarteto de cordas à "Across The Universe", adicionou cordas e coros à "The Long And Winding Road" e cortou a coda da versão do single de "Get Back".

## Lançamento
O álbum foi lançado em 8 de maio de 1970, paralelamente no mercado com o filme documentário homônimo. Na Inglaterra, o álbum fora lançado pela Apple Records e distribuído pela EMI. Nos Estados Unidos, o LP foi lançado originalmente no formato de um LP de capa dupla de edição limitada num box set, acompanhado por um livro com fotos das sessões de gravação, depois sendo relançado com uma capa de LP simples como a edição inglesa.
Embora McCartney tenha ficado insatisfeito com o produto final, em particular com "The Long And Winding Road", Lennon, dez anos depois, durante uma entrevista para a revista Playboy, elogiou novamente o trabalho de Spector, declarando  que "demos a ele a pior quantidade de porcarias de gravações bem ruins, com um sentimento muito feio nelas, e ele foi capaz de fazer algo bom daquilo."
Em 1970, os Beatles receberam um prêmio Oscar de Melhor Trilha Sonora Original pelo filme Let It Be.

## Relançamentos

### Let It Be... Naked
Em 2003, foi lançado o álbum remisturado Let It Be... Naked, sem todas as alterações e mixagens feitas por Phil Spector e com a consultoria de Paul McCartney e George Martin. Os diálogos e jam sessions aparecem num disco extra, com 21 minutos, intitulado Fly on the Wall.

### Super Deluxe Edition
O álbum ganhou uma versão especial em 15 de outubro de 2021, incluindo uma versão expandida do disco com gravações inéditas das sessões, ensaios e jams de estúdio, além do inédito LP Get Back de 1969, mixado por Glyn Johns.

## Lista de faixas
Todas as faixas escritas e compostas por Lennon–McCartney, exceto onde indicado. 
| Lado um |                                                             |                    |         |  |
| N.º     | Título                                                      | Solista(s)         | Duração |  |
| 1.      | "Two of Us"                                                 | McCartney e Lennon | 3:36    |  |
| 2.      | "Dig a Pony"                                                | Lennon             | 2:54    |  |
| 3.      | "Across the Universe"                                       | Lennon             | 3:48    |  |
| 4.      | "I Me Mine" (Harrison)                                      | Harrison           | 2:25    |  |
| 5.      | "Dig It" (Lennon/McCartney/Harrison/Starkey)                | Lennon             | 0:50    |  |
| 6.      | "Let It Be"                                                 | McCartney          | 4:03    |  |
| 7.      | "Maggie Mae" (trad. arr. Lennon/McCartney/Harrison/Starkey) | Lennon e McCartney | 0:40    |  |

| Lado dois |                             |                    |         |  |
| N.º       | Título                      | Solista(s)         | Duração |  |
| 1.        | "I've Got a Feeling"        | McCartney e Lennon | 3:38    |  |
| 2.        | "One After 909"             | McCartney e Lennon | 2:55    |  |
| 3.        | "The Long and Winding Road" | McCartney          | 3:37    |  |
| 4.        | "For You Blue" (Harrison)   | Harrison           | 2:32    |  |
| 5.        | "Get Back"                  | McCartney          | 3:07    |  |